# Special Frontier Force
Pour les articles homonymes, voir SFF.
La Special Frontier Force ou SFF (en français les Forces spéciales des frontières) est une force paramilitaire de l'Union indienne, fondée le 14 novembre 1962 pour lutter contre l'armée chinoise au Tibet, et pour assurer la surveillance de la frontière chinoise. Aussi connue sous le nom de code Establishment 22 (prononcé two two), elle fut mise en place à la fin de la guerre sino-indienne principalement pour mener des opérations secrètes derrière les lignes chinoises dans l'éventualité d'une nouvelle guerre sino-indienne. Son QG est sis à Chakrata dans l'État septentrional de l'Uttarakhand. Elle a joué un rôle dans la guerre d'indépendance du Bangladesh en 1971 puis a pris part à plusieurs actions militaires, l'opération Bluestar à Amritsar en 1984, l'opération Meghdoot sur les pentes du glacier de Siachen (Cachemire) en 1984, l'opération Vijay contre les rebelles soutenus par le Pakistan, à Kargil, dans l'État du Jammu-et-Cachemire, en 1999.

## Historique

### Création en 1962
C'est le 14 novembre 1962, vers la fin de la guerre sino-indienne, que le gouvernement de Nehru ordonna la formation d'une force d'élite de guérilla incorporant essentiellement des réfugiés tibétains,. Selon le lieutenant-colonel M. C. Sharma, son objectif principal était de diriger des opérations secrètes derrière les lignes chinoises dans l'éventualité d'une nouvelle guerre sino-indienne. Un accord fut signé entre les chefs de l'armée Chushi Gangdruk (qui fournirait des volontaires), le service de renseignement indien (RAW) et la CIA (qui fournirait l'armement jusqu'à 1972). Environ 5 000 hommes, pour la plupart des Khampa, furent recrutés pour former le noyau de cette force spéciale au camp d'entraînement en montagne de Chakrata à Dehradun.

### Recrutement
Fortes de 12 000 hommes à sa création et ayant monté à 20 000 hommes vers 1970 avant de redescendre à moins de 10 000 hommes aujourd'hui, les Forces spéciales des frontières sont censées être formées, à ce que rapporte Amitava Sanyal, de volontaires ; dans les faits, les jeunes Tibétains ayant fini leur scolarité sans atteindre un certain niveau, sont censés s'engager dans le régiment. Tashi Dhundup, un journaliste vivant à Kathmandou, écrit que lorsqu'il était à l'École centrale pour les Tibétains de Mussoorie, une bonne partie des élèves de Terminales au lieu de rentrer dans leur famille à la fin de l'année, étaient emmenés à bord de camions de l'armée indienne afin de suivre une formation militaire au sein de la SFF.

### Rôle dans la troisième guerre indo-pakistanaise en 1971

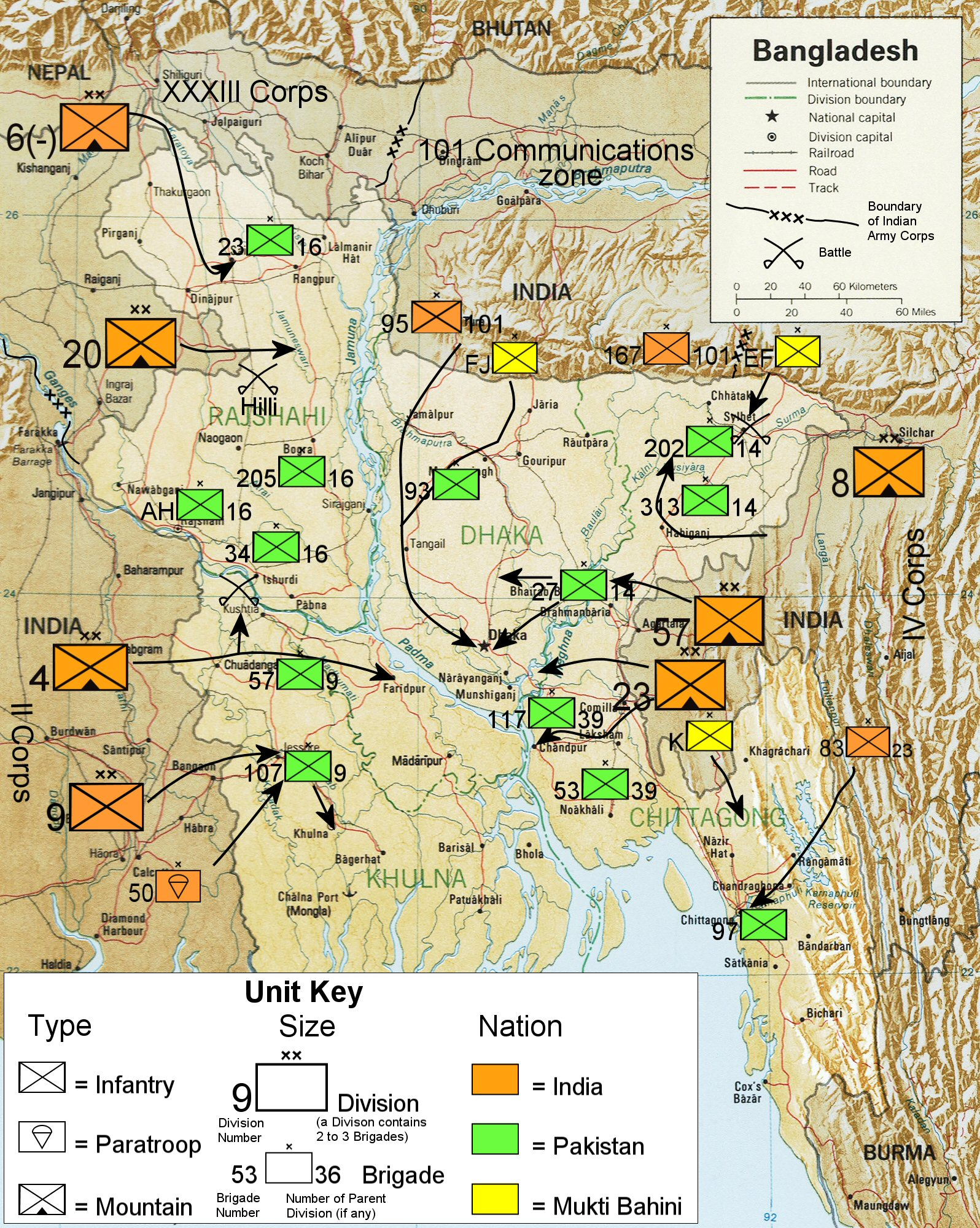
Illustration montrant les unités militaires et les mouvements des troupes durant la troisième guerre indo-pakistanaise, 2 - 16 décembre 1971.

En 1971, lors de la troisième guerre indo-pakistanaise, selon M. C. Sharma, Tenzin Gyatso, le 14e dalaï-lama donna son accord pour que les Forces spéciales des frontières combattent l'armée pakistanaise dans les Chittagong Hill Tracts en tant que Mukti Bahini. 
Toutefois, selon le journaliste Manas Paul, le dalaï-lama a toujours maintenu ses distances vis-à-vis des Forces spéciales des frontières, sans soutenir l'initiative indienne ni s'y opposer.

### Rôle dans d'autres actions militaires indiennes
En dehors de son déploiement contre l'armée pakistanaise dans la guerre d'indépendance du Bangladesh en 1971, le régiment a pris part à plusieurs actions militaires, l'opération Bluestar à Amritsar en 1984, l'opération Meghdoot sur les pentes du glacier de Siachen (Cachemire) en 1984, l'opération la plus récente étant l'opération Vijay, affrontement entre l'Inde et des rebelles soutenus par le Pakistan, à Kargil, dans l'État du Jammu-et-Cachemire, en 1999.

## Organisation
La SFF regroupe environ 10 000 hommes (chiffre de 1999) ayant tous reçu leur brevet de parachutistes. Ils bénéficient d'un entraînement de combat en jungle et en haute montagne. Elle dispose depuis 1979 d'une unité antiterroriste basée sur l'aéroport de Sarsawa (Uttar Pradesh), appelée Special Counter-Terrorist Unit (ou SCTU) et forte d'une centaine d'hommes. L'armement principal comprend le fusil d'assaut Tavor 21 (5,56 mm) et le fusil de précision Galil SR (7,62 mm), fabriqués par IMI ( Israël)[citation nécessaire] .

## Ouvrages
- Lt Col M. C. Sharma, Paramilitary Forces Of India, Gyan Publishing House, 2008 (ISBN 8178357089 et 9788178357089, lire en ligne).
- Claude Arpi, Pourquoi il fallait à tout prix ménager Yahya Khan, sur le site Jaïa Bharati, encadré : « Les commandos tibétains des Special Frontier Forces » (traduction de l'article To all hands. Don't squeeze Yahya at this time publié dans le journal indien The Pioneer du 19 mai 2005)

## Culture populaire
- Humphrey Hawksley, Opération Dragon Fire, Fayard, 5 juin 2001,  (ISBN 978-2213609591)